# Орхание (вилает Биледжик)
Орхание (на турски: Orhaniye) е село в околия Биледжик, вилает Биледжик, Турция. На 52 километра южно от град Биледжик. То е на около 320 метра надморска височина. Населението му през 2000 г. е 117 души. Населено е предимно с българи–мюсюлмани (помаци), потомци на бежанци от Пловдивско.